# Transall C-160
Transall C-160 – samolot transportowy produkowany przez francusko-niemiecki koncern Transporter Allianz. W skład wspólnego francusko-niemieckiego konsorcjum Transall (Transporter-Allianz) weszły niemieckie firmy Blume, Hamburger Flugzeugbau i Weser Flugzeugbau oraz francuska Nord Aviation. Do napędu wybrano sprawdzone silniki Rolls-Royce Tyne Mk 22, produkowane we Francji na licencji. Produkcja samolotu zakończyła się w roku 1989. Jego załogę stanowią 3 osoby. Ponadto samolot może zabrać 93 żołnierzy lub ładunek o masie do 16 000 kg.

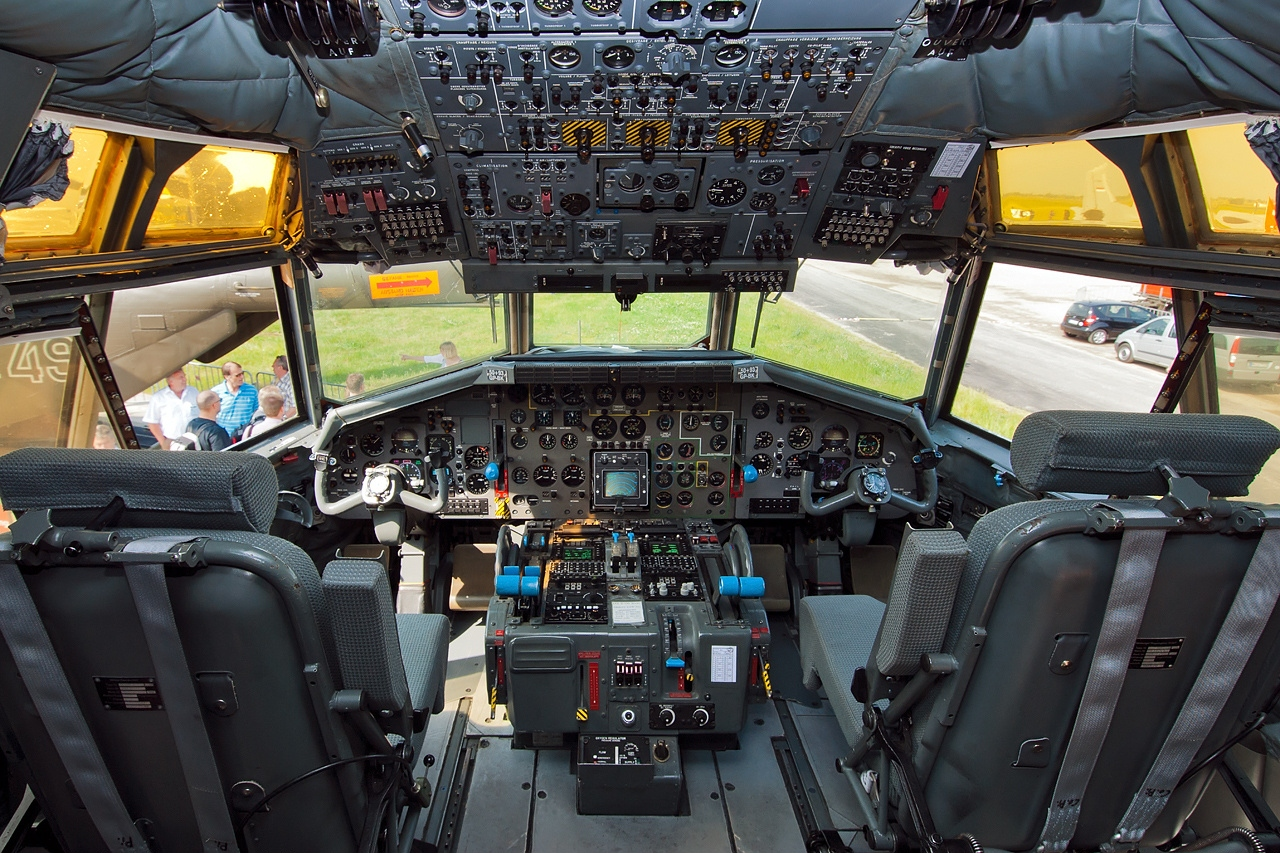
Kokpit Transalla

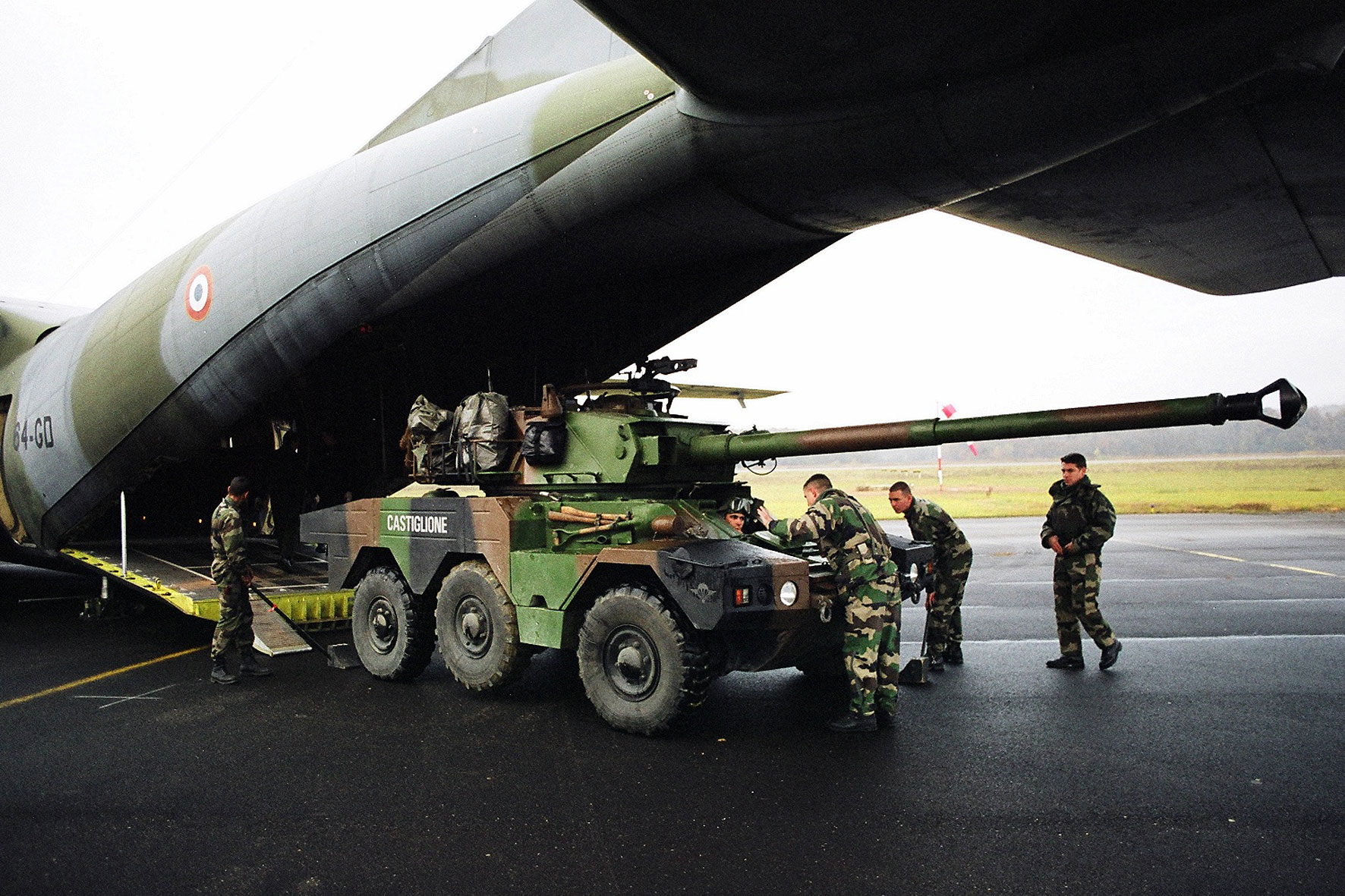
Rampa załadunkowa z francuskim ERC 90 Sagaie

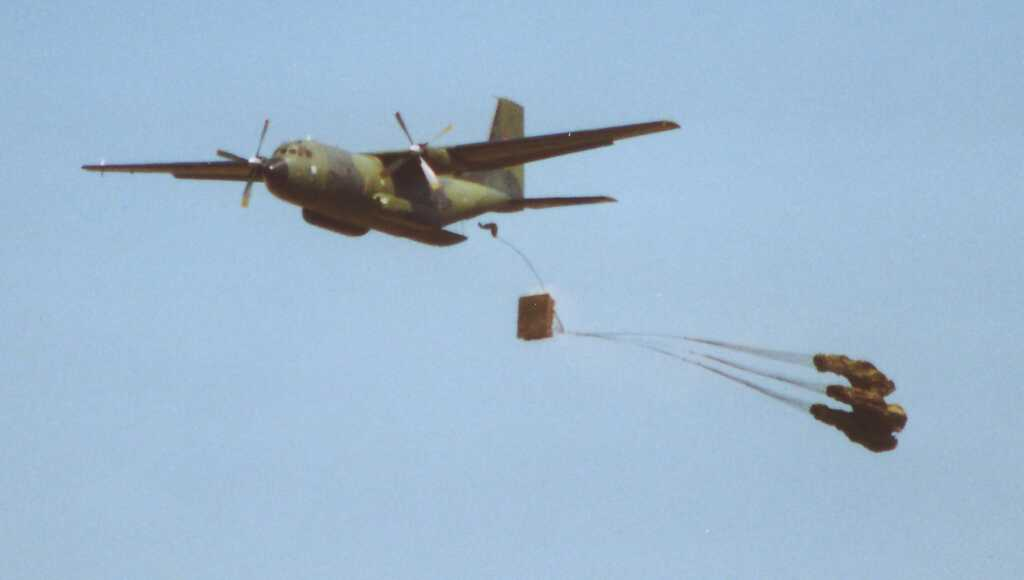
Transall podczas zrzutu dużego ładunku

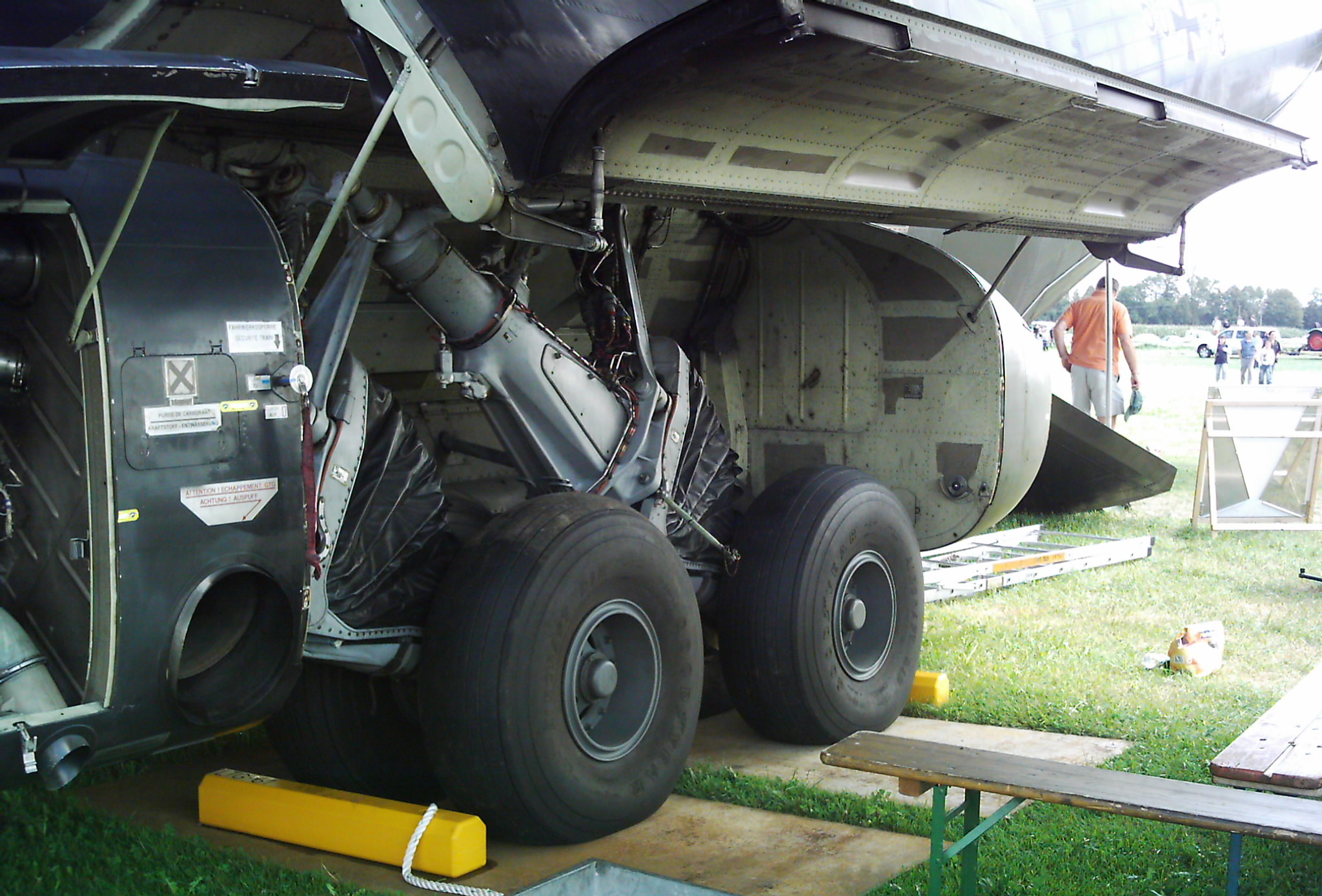
Podwozie główne Transalla

## Konstrukcja
Transall C-160 jest samolotem transportowym zbudowanym w konfiguracji górnopłata z wysoko zamontowaną częścią ogonową dla ułatwienia załadunku przez dużą rampę z tyłu z możliwością jej opuszczania także w czasie lotu (umożliwiało to zrzuty wielkogabarytowe). W kokpicie znajdowało się miejsce dla pilota, drugiego pilota i technika pokładowego. Oficer systemów taktycznych uzupełniał załogę, jeśli operacja tego wymagała. Aby chronić załogę, podłogę kokpitu i przedniej części ładowni wyłożono matami kuloodpornymi. Ładownia o 13,5 m długości, 3 m wysokości i 3,2 m szerokości była połączona z kokpitem za pomocą małych schodów. W tylnej części załadunkowej po obu stronach znajdowały się drzwi dla skoczków spadochronowych. Cały kadłub zaprojektowano jako kabinę ciśnieniową, co umożliwiło osiągnięcie wysokości przelotowej ponad 8000 m.
Niskociśnieniowe opony podwozia (3,0 do 3,3 bara) w połączeniu z rozpórkami sprężyn zamontowanymi w gondolach podwozia na kadłubie umożliwiły Transallowi lądowanie i startowanie nawet na nieutwardzonych nawierzchniach. Główne podwozie mogło być opuszczane hydraulicznie w celu załadunku i rozładunku. Ułatwiło to załadunek pojazdów i towarów wielkogabarytowych przez tylną rampę. Przednie koło również miało bliźniacze opony i można je kierować pod kątem +/- 55 stopni w stosunku do osi wzdłużnej. Dzięki odwróceniu ciągu Transall był w stanie skręcić na pasie startowym o normalnej szerokości.
Ostatni lot Transalla w służbie Bundeswehry odbył się 23 września 2021. Jego następcą jest Airbus A400M.

## Użytkownicy
NiemcyLuftwaffe (110 C-160D)
 FrancjaArmée de l’air (50 C-160F, 23 C-160NG, zmodernizowane do C-160R, 4 komunikacyjne C-160H, 2 samoloty SIGINT C-160G Gabriel)
 TurcjaTürk Hava Kuvvetleri (21 C-160T)
 Południowa AfrykaSouth African Air Force (9 C-160Z)